# パリ条約 (1812年)
1812年3月5日のパリ条約（パリじょうやく、英語: Treaty of Paris）はフランス第一帝政のナポレオン・ボナパルトとプロイセン王フリードリヒ・ヴィルヘルム3世の間で締結され、対ロシア同盟である普仏同盟（ふふつどうめい、英語: Franco-Prussian alliance）を成立させた条約。この不人気な同盟はフランス軍と合流したプロイセン派遣軍が1812年12月30日にロシア軍とタウロッゲン協定を締結して単独で停戦したことで崩壊した。1813年3月17日、フリードリヒ・ヴィルヘルム3世はフランスに宣戦布告、有名なアン・マイン・フォルク（「わが人民へ」の意）の宣言を発表した。
東ドイツの史学史では、フランス・プロイセン同盟が君主と帰属の社会と国民運動に対する抑圧を強めさせた。しかし、大衆の行動、すなわち撤退するフランス軍の非武装化、ロシア人捕虜のためにお金、食べ物や服を集めること、フランス軍への対抗などが同盟を終わらすのに決定的な要因となった。

## 背景
1811年にはフランスとロシアが戦争を準備していた。その年のはじめ、ロシアはプロイセンに同盟を持ちかけて断られたが、フランス軍がプロイセンを基地としてロシアへ侵攻しようとしたという可能性が高まると、フリードリヒ・ヴィルヘルム3世はその考えを変えた。10月、ゲルハルト・フォン・シャルンホルスト将軍はサンクトペテルブルクに向かい、プロイセンがフランスと交渉しているとロシアに伝え、軍事同盟を求めた。こうして、ロシア・プロイセンの軍事協定が秘密裏に締結された。ロシアはフランスがプロイセンに侵攻した場合に来援することを約束したが、プロイセンは領地の大半を守備せず、ヴィスワ川まで後退することに同意せざるをえなかった。シャルンホルストは続いてオーストリア帝国の宮廷があるウィーンを訪れたが、同盟の要請は退けられた。ロシア皇帝アレクサンドル1世はフリードリヒ・ヴィルヘルム3世に、ロシアの将軍が完全なる協力をプロイセン軍から受けなければ、来る戦争でプロイセンは完全に消滅することを通告した。プロイセン外相カール・アウグスト・フォン・ハルデンベルクはフリードリヒ・ヴィルヘルム3世にロシアと公開な同盟を結ぶよう説得したが断られ、「 これら全ては余に、ツァーリの宮廷が同じ狂熱で満たされた1805年と1806年を思い出させる。余は最後の結果が構想の悪い戦争で、ロシアの友達をくびきから解放する代わりに、不幸をもたらすことを恐れている。」とフリードリヒ・ヴィルヘルム3世王に言われた。アレクサンドル1世の強硬な警告とオーストリアの拒絶の後、ハルデンベルクはフランスとの同盟を提案した。1812年1月、ゲプハルト・レベレヒト・フォン・ブリュッヒャーはフランスのために戦うことに拒否感を示して辞任した。

## 条約締結とその影響
同盟条約は1812年2月24日に署名された。プロイセンは国境線をフランス軍に開放、フランスの大陸軍に20,842人の軍勢を派遣、数千の荷馬と荷車など食料を提供した。1807年7月9日のティルジットの和約の補足書にあたる1808年9月8日のパリ協定ではプロイセン軍の人数制限を4万2千人に定めたため、派遣軍はプロイセン軍のほぼ半分にあたる。その代わり、プロイセンはロシアからわずかな領地を得ることが定められた。フランス軍がプロイセン辺境まで迫ってきたため、フリードリヒ・ヴィルヘルム3世は3月5日に条約を批准した。もし彼が批准しなかった場合、フランスは確実にプロイセンに侵攻していた。これに対し、3月に締結された仏墺同盟のオーストリアに対する負担ははるかに軽く、オーストリアがナポレオンを裏切ってロシアに戦闘をできるだけ回避したいと伝えることができた。
条約批准の後、プロイセン軍士官の4分の1にあたる300人が辞任し、大半がロシアへ逃亡した。一部にはスペインやイギリスへ向かった者もいた。シャルンホルストはそれまでのプロイセン軍制改革を推進していたが、このときは軍事顧問には留任しつつ、参謀総長の職を辞めて上シレジアへ向かった。彼の助手で軍事作家のカール・フォン・クラウゼヴィッツ、およびヘルマン・フォン・ボイエンは出国してロシアへ向かった。アウグスト・フォン・グナイゼナウは「わたしたちは相応しい運命を迎えるだろう。国はその政府と同じぐらい悪い、という事実に直面するわたしたちは、恥をかくだろう。王は座ったことのない王位の傍に立つだろう。」と王を批判し、辞任してイギリスへ向かった。プロイセンの警察総長ユストゥス・フォン・グルーナーはすでにプラハに亡命していたハインリヒ・フリードリヒ・フォン・シュタインと合流し、自身の安全のためにオーストリアの牢獄に入られた。彼は条約の公表以前にプロイセンにおける反フランス感情を煽ったとして起訴されていた。戦争の勃発後、シュタインはプラハからサンクトペテルブルクへ移動した。亡命士官たちはスペインの1808年蜂起という成功例、およびイギリスによる第六次対仏大同盟に希望を寄せた。

## 戦役
ロシア侵攻の初期、プロイセンの派遣軍はナポレオンの崇拝者ユリウス・フォン・グラーヴェルトが指揮した。彼はフランス軍の北側にあたるバルト海岸を担当したが、すぐに病気になった。グラーヴェルトの後任であるルートヴィヒ・ヨルク・フォン・ヴァルテンブルクはフランスとの同盟に全く興味がなかった。上官のジャック・マクドナル元帥がメーメルの要塞化を命じると、彼はそのような命令は同盟条約に含まれていないとして拒否した。リガ包囲戦において、ヴァルテンブルクはロシアと捕虜交換を行おうとしたが、そこでプロイセン軍捕虜の大半がグナイゼナウとシュタインによるドイツ人連隊に参加したことを知った。10月から11月まで、ヴァルテンブルクはロシアから繰り返しロシア側に寝返ろうという嘆願の手紙を受け取っていた。10月、オーストリア外相クレメンス・フォン・メッテルニヒはオーストリア・プロイセン間の合意を提案し、フランス軍をライン川の後ろまで押し返そうとしたが、この時点でのプロイセン政府はまだフランスとの同盟に専心していた。
東プロイセンにおいて、フリードリヒ・ヴィルヘルム・ビューロー・フォン・デンネヴィッツ将軍は予備軍の編成をはじめ、前線への増援を止め始めた。新しく徴兵された兵士と軍馬は東プロイセンの首都ケーニヒスベルクで集結、補給はグラウデンツへ運ばれた。東プロイセンと西プロイセンで休暇中の兵士と予備役は召還され、アウグスト・フォン・テューメン大佐の指揮下で予備の大隊に編成された。12月14日、大陸軍はロシア領を放棄して撤退したが、フリードリヒ・ヴィルヘルム3世を含むベルリンにいる人々の多くは、その敗北が重大なものであることは信じていなかった。15日、フリードリヒ・ヴィルヘルム3世はナポレオンから前線のためにさらなる徴兵をせよとの手紙を受けた。プロイセン政府は従った。19日、直近に大陸軍の指揮官に任命されたナポリ王ジョアシャン・ミュラはケーニヒスベルクに大本営を設立した。24日、フリードリヒ・ヴィルヘルム3世はヴァルテンブルクがロシアから戻るとき東プロイセンと西プロイセンを占拠する可能性があるとして、ビューローにヴィスワ川で予備軍を編成することを許可した。ビューローは彼の軍勢と補給をミュラの指揮下に置かないことには成功したが、大陸軍の補給を仕切るダリュ伯爵はプロイセン軍の行動がフランス軍に何の利益ももたらさなかったとした。12月30日、ロシア軍に包囲されたことから、ヴァルテンブルクはフリードリヒ・ヴィルヘルム3世の許可なくタウロッゲン協定を締結してロシアと停戦した。彼の降伏はドイツのナポレオンからの「解放戦争」のはじまりとされることが多いが、当初は政府に否認された。ロシア軍が東プロイセンになだれ込むとともに、プロイセン政府は同盟を継続する代償として、1807年のティルジットの和約で失われた領土の回復、およびそれまでの補給の経費9千万フランを支払うことをフランスに要求した。フランスは要求を断ったが、プロイセンはフランスと戦うことはできなかった。というのも、当時フランスはプロイセンの重要な要塞を全て占拠し、ピエール・オージュロー率いる軍勢2万5千がベルリンに駐留していたからである。
1813年1月6日、フリードリヒ・ヴィルヘルム3世はヴァルテンブルクが解任されたことをビューローに知らせるとともに、ビューローにヴァルテンブルクと連絡を取ることと、合流することを禁じた。ビューローはこのとき、ケーニヒスベルクからノイエンブルク、シュヴェツへと撤退していた。8日から9日、ミュラはビューローに手紙を書き、条約通りに予備軍をフランス軍と合流させるよう命令した。10日、ビューローは徴兵した兵士たちが戦闘に適さないことと、プロイセン政府から西へ移動する命令が出されたことを主張した。翌日、テューメンがグラウデンツで編成した予備軍がビューローの軍と合流、ルートヴィヒ・フォン・ボルシュテルが編成した軍勢6千と合流するために西のノイシュテッティンへ移動し始めた。12日、ビューローの後衛がノイエンブルクでロシアのアレクサンドル・チェルヌイショフ将軍率いるコサック軍に包囲された。ロシア軍は士官3人を捕虜にしただけでほかは全て見逃した。14日にビューローがこの事件を知ったときにはコサック軍がオシェの市街地で軍営を儲け、農家や厩舎にいるプロイセン軍と対峙していた。ビューローが攻撃をしかけるぞと脅すと、チェルヌイショフはプロイセン軍を釈放、プロイセン軍は17日にノイシュテッティンに到着した。
ナポレオンの敗北の重大さが明らかになるにつれて、ベルリンはメッテルニヒの10月の提案を復活しようとした。1月12日、カール・フリードリヒ・フォン・デン・クネーゼベックはウィーンに到着、オーストリア・プロイセン間の中立協定を交渉してフランスとロシアの間で平和を迫ろうとした。クネーゼベックはオーストリアがそのときナポレオンを見捨てたくなかった場合でもロシア・プロイセン間の協定、およびプロイセンが戦争から離脱することへのオーストリアの同意を得よ、という指令を受けていた。メッテルニヒは条約を締結したくなかったが、口頭でオーストリアがロシア・プロイセン間の講和に同意することを伝えた。2月4日、ベルリンの宮廷での必死さが伝わる出来事としては、フリードリヒ・ヴィルヘルム3世の顧問フリードリヒ・アンツィロンが行った提案がある。彼はプロイセンがフランスとロシアの調停を行い、フランスがライン同盟の支配権を獲得する代わりにロシアが東プロイセンを得ることを提案した。
1月21日、フリードリヒ・ヴィルヘルム3世はベルリンからブレスラウへ逃亡し、4日後に到着した。ナポレオンは未だにプロイセンが条約を履行し、プロイセンの国境をロシアから守ることに期待を寄せていたが、プロイセン軍はだんだんと反乱者の手に落ちていった。1月29日、ハルデンベルクは新しいプロイセン軍がビューローの指揮の許に編成されることをナポレオンに約束した。